# 南卡萨帕瓦
南卡萨帕瓦是巴西南大河州的一个市镇。总面积3047.12平方公里，总人口32576人，人口密度10.7人/平方公里。